# هاپ، کبک
هاپ (به فرانسوی: Hope) بخشی در منطقه شهری بونوانتور ناحیه گاسپزی-ایل-دو-لا-مادلن در استان کبک کانادا است. در سرشماری سال ۲۰۱۱ این بخش ۷۹۹ نفر جمعیت داشته‌است و مساحت آن ۷۱٫۴۵ کیلومتر مربع است.